# W Capricorni
W Capricorni är en pulserande variabel av Mira Ceti-typ  i stjärnbilden Stenbocken.
Stjärnan varierar mellan visuell magnitud +11 och 15 med en period av 209,67 dygn.